# Adidas Beau Jeu

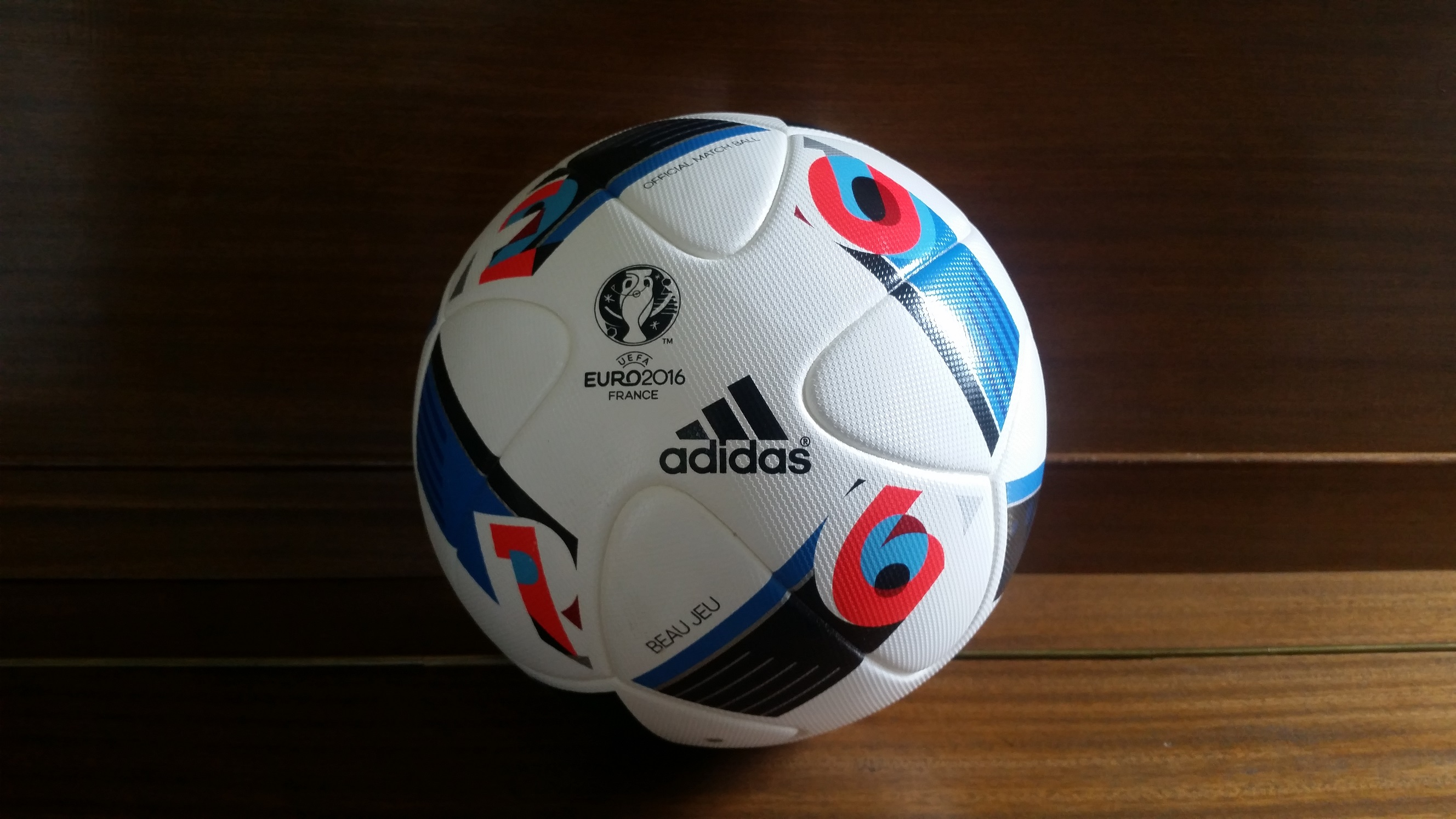
Adidas Beau Jeu

A Adidas Beau Jeu é uma das bolas de futebol do Campeonato Europeu de Futebol de 2016. Foi usada para a fase de grupos do torneio, após a qual foi substituída pela Adidas Fracas para a fase final, marcando a primeira vez na história do torneio que os dois estilos da bola oficial foram utilizados. A frase francesa "Beau Jeu" traduz para "Jogo bonito".
No jogo da fase de grupos entre Suíça e França, em 19 de junho, a bola estourou durante um desafio entre Antoine Griezmann e Valon Behrami.

## Projeto
Revelada pela Adidas e apresentada pelo ex-futebolista francês Zinedine Zidane, em 12 de novembro de 2015, a bola possui elementos da Adidas Brazuca, mas em um novo design. O projeto inclui linhas azuis com detalhe laranja com letras e números em cada linha criando "EURO" e "2016".